# Svennevads församling
Svennevads församling var en församling i Strängnäs stift och i Hallsbergs kommun i Örebro län (Närke). Församlingen uppgick 2006 i Bo-Svennevads församling.

## Administrativ historik
Församlingen har medeltida ursprung. 1735 utbröts Bo församling.
Församlingen utgjorde till 1735 ett eget pastorat för att därefter till 1882 vara moderförsamling i pastoratet Svennevad och Bo. Från 1882 till 1962 åter eget pastorat för att från 1962 till 1983 vara annexförsamling i pastoratet Bo och Svennevad. Från 1983 till 2006 annexförsamling i pastoratet Sköllersta, Bo och Svennevad. Församlingen uppgick 2006 i Bo-Svennevads församling.

## Kyrkor
- Svennevads kyrka